# ハルギタ県
| 県章 ハルギタ県の位置 |                      |
| 地域                  | 中央地域             |
| 歴史的な地域          | トランシルヴァニア   |
| 県都                  | ミエルクレア＝チュク |
| 面積                  | 6,639km²             |
| 人口                  | 291,950人（2021年）  |
| 人口密度              | 44人/km²             |
| ISO 3166-2            | RO-HR                |

ハルギタ県 （ハルギタけん、ルーマニア語:Judeţul Harghita [ˈʒudet͡sul.har'ɡita]、ハンガリー語:Hargita megye [ˈhɒrɡitɒˌmɛɟɛ]）は、ルーマニア・東トランシルヴァニアのセーケイ地方の県。県都はミエルクレア＝チュク。東部はネアムツ県とバカウ県、西部はムレシュ県、北部はスチャヴァ県、南部はブラショフ県とコヴァスナ県に接する。

## 人口統計
人口は291,950人（2021年国勢調査）、人口密度は1平方キロメートルあたり44人である。主要民族構成は下記の通り。
- ハンガリー人 - 232,157人 (85.67%)
- ルーマニア人 - 33,634人 (12.41%)
- ロマ人 - 4,928人 (1.82%)

ハルギタ県はコヴァスナ県よりもハンガリー人の比率が高い。そのうちの主流はセーケイ人と呼ばれるハンガリー人で、県内の各自治体で人口の多数派となっている。ルーマニア人は県北部、特にトプリツァ（Topliţa）とバラン（Bălan）に集中している。
セーケイ人はほとんどがカトリック教徒で、ルーマニア人はルーマニア正教会信徒が最も多い。その他のハンガリー系は、改革派教会とユニテリアンに属する。信仰による人口比率は以下のとおりである。
- カトリック教会 (65％)
- ルーマニア正教会 (13％)
- 改革派教会 (13％)
- ユニテリアン (7％)
- その他 (2％)

## 地理
ハルギタ県の面積は6,639平方キロメートルである。 
ハルギタはチュク山脈とハルギタ山脈のような、東カルパチア山脈に連なる山地が主流である。山地には火山性の高原、山麓の丘陵、さらに人口の密集した川を挟む谷がある。
山地は火山性で、一帯は水質の良い温泉で知られる。ハルギタは、夏期はほとんど暖かいものの、国内でも最も寒い地方の一つとして知られる。
県内にはルーマニアで重要な河川のうちの2つ、ムレシュ川とオルト川が流れる。川の源はイズヴォル・ムレシュルイ村（Izvoru Mureşului）とスンドミニク村（Sândominic）で、2つの村はわずか数マイルしか離れていない。ムレシュ川は西のティサ川へ向かって流れていくが、オルト川は南のドナウ川へ流れていく。県西部は2つのトゥルナヴァ川（トゥルナヴァ・マーレ川とトゥルナヴァ・ミカ川）が、トランシルヴァニア高原の一部であるトゥルナヴァ高原へ向け流れる。
ハルギタには多くの自然景観があり、バイレ・トゥシュナド（Băile Tuşnad）近郊の火山噴火口跡のクレーター湖、スフンタ・アナ湖も含まれる。ラク・ロシュ湖は県北東の町ゲオルゲニ近郊にある。ビカズ峡谷は印象的で狭い峡谷で、ビカズの清流によって作られた。県は温泉リゾート施設とミネラルウォーターが有名である。

## 経済
県の主要産業は以下のとおりである。
- 林業　-　30％以上を占める
- 食品・飲料製造
- 織物・製革
- 機械部品製造

## 観光

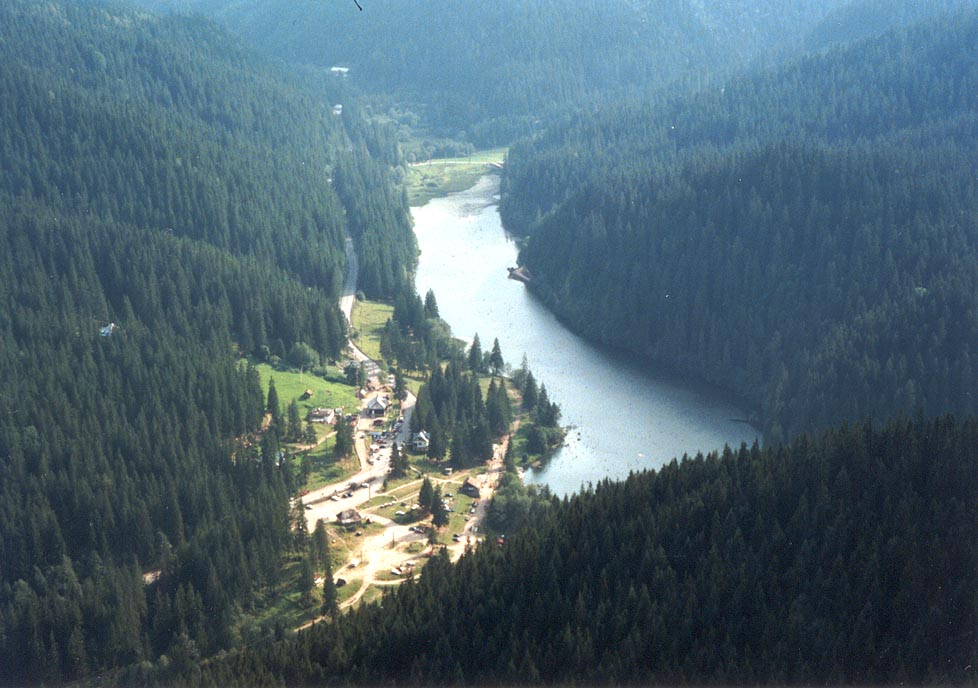
ラク・ロシュ湖

- ミエルクレア＝チュク、オドルヘイユ・セクイエスク、ゲオルゲニ、トプリツァ
- バイレ・トゥシュナド、ボルセク、ラク・ロシュ湖など、山間部のリゾート地

## 政治
ハルギタ県議会は30名の議員で構成される。2020年統一地方選挙をうけた直近の会派別勢力は下記の通り。
| 政党名                               | 議席 |
| ------------------------------------ | ---- |
| ハンガリー人民主同盟                 | 19   |
| トランシルヴァニア・ハンガリー人同盟 | 4    |
| 社会民主党                           | 3    |
| 国民自由党                           | 2    |
| 自由人民党                           | 2    |

## 行政区画
4つの都市、5つの町、58の基礎自治体からなる。

### 主な都市
- ミエルクレア＝チュク
- ゲオルゲニ
- オドルヘイユ・セクイエスク
- トプリツァ

## 参照
1. 1 2  “Tabel-2.02.1-si-Tabel-2.02.2.xlsx”. ルーマニア国家統計局. 2024年8月28日閲覧。